# كالفين غودارد
كالفين غودارد هو محامي وقاضي وسياسي أمريكي، ولد في 17 يوليو 1768 في Shrewsbury, Massachusetts ‏ في الولايات المتحدة، وتوفي في 2 مايو 1842 في نورويتش في الولايات المتحدة. انتخب عضو مجلس النواب الأمريكي ‏.